# Sharon van Rouwendaal
Sharon van Rouwendaal (Baarn, 9 de septiembre de 1993) es una deportista neerlandesa que compite en natación, en las modalidades de piscina y aguas abiertas.
Participó en cuatro Juegos Olímpicos de Verano, entre los años 2012 y 2024, obteniendo tres medallas, oro en Río de Janeiro 2016, plata en Tokio 2020 y oro en París 2024, en la prueba de 10 km.
Ganó diez medallas en el Campeonato Mundial de Natación entre los años 2011 y 2024 y tres medallas en el Campeonato Mundial de Natación en Piscina Corta de 2014.
Además, obtuvo doce medallas en el Campeonato Europeo de Natación entre los años 2014 y 2022, y cuatro medallas en el Campeonato Europeo de Natación en Piscina Corta entre los años 2010 y 2015.

## Palmarés internacional
| Juegos Olímpicos   | Juegos Olímpicos        | Juegos Olímpicos  | Juegos Olímpicos |
| Año                | Lugar                   | Medalla           | Prueba           |
| ------------------ | ----------------------- | ----------------- | ---------------- |
| 2016               | Río de Janeiro (Brasil) | Medalla de oro    | 10 km            |
| 2020               | Tokio (Japón)           | Medalla de plata  | 10 km            |
| 2024               | París (Francia)         | Medalla de oro    | 10 km            |
| Campeonato Mundial |                         |                   |                  |
| Año                | Lugar                   | Medalla           | Prueba           |
| 2015               | Kazán (Rusia)           | Medalla de plata  | 10 km            |
| 2015               | Kazán (Rusia)           | Medalla de plata  | Equipo mixto     |
| 2017               | Budapest (Hungría)      | Medalla de plata  | 25 km            |
| 2022               | Budapest (Hungría)      | Medalla de oro    | 10 km            |
| 2022               | Budapest (Hungría)      | Medalla de bronce | 25 km            |
| 2023               | Fukuoka (Japón)         | Medalla de plata  | 5 km             |
| 2024               | Doha (Catar)            | Medalla de oro    | 5 km             |
| 2024               | Doha (Catar)            | Medalla de oro    | 10 km            |
| Campeonato Europeo |                         |                   |                  |
| Año                | Lugar                   | Medalla           | Prueba           |
| 2014               | Berlín (Alemania)       | Medalla de oro    | 10 km            |
| 2014               | Berlín (Alemania)       | Medalla de oro    | Equipo mixto     |
| 2014               | Berlín (Alemania)       | Medalla de plata  | 5 km             |
| 2016               | Hoorn (Países Bajos)    | Medalla de bronce | 5 km             |
| 2018               | Glasgow (Reino Unido)   | Medalla de oro    | 5 km             |
| 2018               | Glasgow (Reino Unido)   | Medalla de oro    | 10 km            |
| 2018               | Glasgow (Reino Unido)   | Medalla de oro    | Equipo mixto     |
| 2018               | Glasgow (Reino Unido)   | Medalla de plata  | 25 km            |
| 2021               | Budapest (Hungría)      | Medalla de oro    | 5 km             |
| 2021               | Budapest (Hungría)      | Medalla de oro    | 10 km            |
| 2022               | Roma (Italia)           | Medalla de oro    | 5 km             |

| Campeonato Mundial                  | Campeonato Mundial       | Campeonato Mundial | Campeonato Mundial |
| Año                                 | Lugar                    | Medalla            | Prueba             |
| ----------------------------------- | ------------------------ | ------------------ | ------------------ |
| 2011                                | Shanghái (China)         | Medalla de bronce  | 200 m espalda      |
| 2015                                | Kazán (Rusia)            | Medalla de plata   | 400 m libre        |
| Campeonato Mundial en Piscina Corta |                          |                    |                    |
| Año                                 | Lugar                    | Medalla            | Prueba             |
| 2014                                | Doha (Catar)             | Medalla de oro     | 4 × 200 m libre    |
| 2014                                | Doha (Catar)             | Medalla de plata   | 400 m libre        |
| 2014                                | Doha (Catar)             | Medalla de bronce  | 800 m libre        |
| Campeonato Europeo                  |                          |                    |                    |
| Año                                 | Lugar                    | Medalla            | Prueba             |
| 2014                                | Berlín (Alemania)        | Medalla de plata   | 400 m libre        |
| Campeonato Europeo en Piscina Corta |                          |                    |                    |
| Año                                 | Lugar                    | Medalla            | Prueba             |
| 2010                                | Eindhoven (Países Bajos) | Medalla de plata   | 100 m espalda      |
| 2010                                | Eindhoven (Países Bajos) | Medalla de plata   | 200 m espalda      |
| 2013                                | Herning (Dinamarca)      | Medalla de bronce  | 800 m libre        |
| 2015                                | Netanya (Israel)         | Medalla de bronce  | 800 m libre        |